# الباب الصغير
الباب الصغير ويُعرف بين الناس باسم باب الصغير هو واحد من أبواب دمشق الرومانية السبعة في سوريا.

## الموقع والتسمية
يقع في جنوب مدينة دمشق العاصمة السورية. شُيّد على أنقاض باب يوناني، وهو بدوره بُني على أنقاض باب آرامي. نسبه اليونانيون إلى كوكب المشتري ورمزه كبير الآلهة زفس أو زيوس (Zeus)، وهو إله السماء والأمطار والرياح والصاعقة، ومقره جبل كاسيوس (الأقرع). ويعادل الإله بعل العربي والإله جوبيتر (Jupiter) الروماني. والذي عُرف باسم جوبيتر الدمشقي وعند الحثيين كان الإله تيشوب.
أطلق العرب عليه اسم الباب الصغير لأنه أصغر الأبواب. وهو بالسريانية «زكورتا» أي صغير. وعُرف بالعهد العثماني باسم باب الحديد لأنه كان مدعمًا بصفائح حديدية. وأُطلق عليه أيضًا اسم باب الجابية الصغير وباب الشاغور. يُقال بأن يزيد بن أبي سفيان دخل منه قسرًا حينما فتح المسلمون مدينة دمشق. ولكن لا تأييد لهذا القول.

## تاريخ الباب
جُدّد هذا الباب في العهد الأيوبي. وفوق الباب من داخل السور كتابتان: الأولى تذكر الملك المعظم عيسى الأيوبي وتؤرخ عام 623هـ. والثانية نص تشريعي يتعلق بالرسوم الضريبية على المسافرين من التجار إلى العراق وعلى القادمين منه، أيام الدولة الأتابكية النورية. وتذكر اسم نور الدين زنكي وعام 551هـ. لم تذكر المراجع تجديد الباب في عهد نور الدين ولكن تشير إلى أنه أقام باشورة ومسجدًا ومنارة. والمسجد يعرف الآن بمسجد الباشورة.
في عام 803هـ وصل التتار بقيادة تيمورلنك إلى دمشق فهرب المماليك وتركوها وسكانها لمصيرهم. فأغلق السكان الأبواب وتهيئوا للحرب، وقتلوا من التتار عددًا لا بأس به. وبالحيلة والغدر أرسل تيمورلنك رجلين ليتفاوضا بالصلح. فطلب السكان الأمان ووعدهم تيمورلنك خيرًا على أن يقدموا له «الطُقُوز» عربون وفاء ومحبة. والطقوز كلمة تعني تسعة والمقصود بها المأكل، المشرب، الملبس، الجواري، العبيد، الدواب وما إلى ذلك. وهي عادة درج عليها تيمورلنك عند تفاوضه على السلام. وكان تيمورلنك مقيمًا في القصر الأبلق الذي كان في موضع التكية السليمانية حاليًا. تفاوتت الآراء وتجادل القوم وذهب بعضهم إلى تيمورلنك فأعطاهم وظائفهم وفرمان قُرئ على الناس في الجامع الأموي. وطلب منهم مبلغ عشرة ملايين دينار ثم ألزمهم بزيادته وإعطائه أسلحة ودوابَ وخيلًا، إضافة إلى أموال المماليك التي أخفوها قبل تركهم المدينة. وألزم بعض الناس برسم خرائط للمدينة وحاراتها. وقسّمها بين أمرائه، ثم نزلوا إلى المدينة عبر الباب الصغير، وبدأ البلاء الأعظم إذ سلبوا ونهبوا وسبوا وقتلوا ودمّروا وحرقوا ما طالته أيديهم لمدة تسعة عشر يومًا.
ثم رحل تيمورلنك وجنده بعد ثمانين يومًا، آخذًا معه أمهر الصناع والحرفيين ورجال العلم والفكر إلى عاصمته سمرقند في أوزبكستان حاليًا. وأصبحت دمشق خاوية من الناس والمال والموارد، عدا بضعة آلاف من الأطفال دون الخامسة لا معين ولا معيل لهم.
في العهد المملوكي (903هـ) جُدّد باب الباشورة خارج الباب الصغير، وارتفاعه 373سم وعرضه 250سم وقربه بقايا السور القديم. وخلال العهد العثماني جرت عنده صراعات بين طوائف الجيش العثماني المتحاربة

## مقبرة الباب الصغير
هي مقبرة كبيرة قديمة تاريخية فيُها أضرحة الكثير من الشخصيات التاريخية المهمة إلى جانب العديد من الشخصيات ذات منزلة إسلامية رفيعة.